# Huttenkloas (bier)
Huttenkloas is een Twents biermerk dat sinds mei 2000 wordt gemaakt. Huttenkloas is opgezet door de uit Hengelo afkomstige Johan Nijhof en Ruud van de Gevel. Aanvankelijk werd het gebrouwen in Duitsland, maar in 2010 begon men zelf te brouwen in Raalte. In 2016 werd de productie verplaatst naar Albergen.
De naam van het bier is ontleend aan de bijnaam van de beruchte Twentse misdadiger Klaas Annink. Als logo wordt de stoel gebruikt waarop Klaas Annink enkele maanden was vastgebonden. De bieren van Huttenkloas zijn te verkrijgen bij diverse cafés en slijterijen in Twente, Salland, Drenthe, de Achterhoek en op de Veluwe.

## Uitgebrachte bieren (selectie)
- Goudbier: een goudkoperkleurig ondergistend, maar ongefilterd bier met een fruitig karakter, alcoholpercentage 5,2%
- Witbier: een bier gebrouwen met een groot aandeel tarwemout, vergist met typisch Weizenbier-gist uit het zuiden van Duitsland.
- Donkerbier: een diepdonkerkleurig bovengistend bier, alcoholpercentage 5,5%